# Gastrotricha
Gastrotricha (thường được biết đến cái tên là Giun bụng lông) là một ngành động vật có kích thước hiển vi (0.06-3.0 mm, giống giun, động vật khoang giả, và phân bố rộng rãi và phong phú ở môi trường nước ngọt và biển. Gastrotricha được chia làm hai bộ, gần tất cả các loài Macrodasyida đều sống ở biển, và Chaetonotida, một vài sống ở biển và một số khác ở nước ngọt.

## Đặc điểm chung của ngành Giun bụng lông
Ba lớp tế bào, có đối xứng hai bên và không phân đốt
- Lớp biểu bì phát triển tốt, thường tạo thành các tấm và gai. Lớp biểu bì bên ngoài bao gồm một số lớp cấu trúc giống như màng đơn vị.
- Biểu bì là một phần tế bào, một phần tiếp hợp.
- Bài tiết với protonephridia, nhưng không có cấu trúc tuần hoàn hoặc trao đổi khí đặc biệt.
- Sự phân cắt dường như là xuyên tâm (radial), nhưng không được nghiên cứu kỹ lưỡng.

## Tên gọi
Tên "gastrotricha" đến từ tiếng Hy Lạp γαστήρ gaster, nghĩa là "dạ dày", và θρίξ thrix, nghĩa là "lông". Tên này được đặt bởi nhà động vật học người Nga Élie Metchnikoff năm 1865.

## Phân loại học
Mối quan hệ giữa gastrotricha với các ngành khác không rõ ràng. Về hình thái học đưa ra giả thuyết nó gần với Gnathostomulida, Rotifera, hay Nematoda. Mặt khác, nghiên cứu gen đặt chúng gần với Platyhelminthes, Ecdysozoa hay Lophotrochozoa. Tới năm 2011, khoảng 790 loài đã được mô tả. Ngành này gồm một lớp duy nhất, chia làm hai bộ: Macrodasyida và Chaetonotida. Edward Ruppert et al. ghi nhận rằng Macrodasyida gần như hoàn toàn sống ở biển, trừ hai loài hiếm và ít được nghiên cứu, Marinellina flagellata và Redudasys fornerise là sống ở nước ngọt. Chaetonotida sống ở cả nước mặn và nước ngọt.

## Các họ và chi
Gastrotricha được chia thành hai bộ và một số họ:
| Bộ Macrodasyida Remane, 1925 [Rao and Clausen, 1970] - Họ Cephalodasyidae Hummon & Todaro, 2010 - Cephalodasys Remane, 1926 - Dolichodasys Gagne, 1977 - Megadasys Schmidt, 1974 - Mesodasys Remane, 1951 - Paradasys Remane, 1934 - Pleurodasys Remane, 1927 - Họ Dactylopodolidae Strand, 1929 - Dactylopodola Strand, 1929 - Dendrodasys Wilke, 1954 - Dendropodola Hummon, Todaro & Tongiorgi, 1992 - Họ Lepidodasyidae Remane, 1927 - Lepidodasys Remane, 1926 - Họ Macrodasyidae Remane, 1926 - Macrodasys Remane, 1924 - Urodasys Remane, 1926 - Họ Planodasyidae Rao & Clausen, 1970 - Crasiella Clausen, 1968 - Planodasys Rao & Clausen, 1970 - Họ Redudasyidae Todaro, Dal Zotto, Jondelius, Hochberg et al., 2012 - Anandrodasys Todaro, Dal Zotto, Jondelius, Hochberg et al., 2012 - Redudasys Kisielewski, 1987 - Họ Thaumastodermatidae Remane, 1927 - Phân họ Diplodasyinae Ruppert, 1978 - Acanthodasys Remane, 1927 - Diplodasys Remane, 1927 - Phân họ Thaumastodermatinae Remane, 1927 - Hemidasys Claparède, 1867 - Oregodasys Hummon, 2008 =(Platydasys Remane, 1927) - Pseudostomella Swedmark, 1956 - Ptychostomella Remane, 1926 - Tetranchyroderma Remane, 1926 - Thaumastoderma Remane, 1926 - Họ Turbanellidae Remane, 1927 - Desmodasys Clausen, 1965 - Dinodasys Remane, 1927 - Paraturbanella Remane, 1927 - Prostobuccantia Evans & Hummon, 1991 - Pseudoturbanella d'Hondt, 1968 - Turbanella Schultze, 1853 - Họ Xenodasyidae Todaro, Guidi, Leasi & Tongiorgi, 2006 - Chordodasiopsis Todaro, Guidi, Leasi & Tongiorgi, 2006 - Xenodasys Swedmark, 1967 - Incertae sedis - Marinellina Ruttner-Kolisko, 1955 | Bộ Chaetonotida Remane, 1925 [Rao and Clausen, 1970] Phân bộ Multitubulatina d'Hondt, 1971 - Họ Neodasyidae Remane, 1929 - Genus Neodasys Remane, 1927 Phân bộ Paucitubulatina d'Hondt, 1971 - Họ Chaetonotidae Gosse, 1864 - Phân họ Chaetonotinae Kisielewski, 1991 - Arenotus Kisielewski, 1987 - Aspidiophorus Voigt, 1903 - Caudichthydium Schwank, 1990 - Chaetonotus Ehrenberg, 1830 - Fluxiderma d'Hondt, 1974 - Ichthydium Ehrenberg, 1830 - Halichaetonotus Remane, 1936 - Heterolepidoderma Remane, 1927 - Lepidochaetus Kisielewski 1991 - Lepidodermella Blake, 1933 - Polymerurus Remane, 1927 - Rhomballichthys Schwank, 1990 - Phân họ Undulinae Kisielewski 1991 - Undula Kisielewski 1991 - Họ Dasydytidae Daday,1905 - Anacanthoderma Marcolongo, 1910 - Chitonodytes Remane, 1936 - Dasydytes Gosse, 1851 - Haltidytes Remane 1936 - Ornamentula Kisielewski 1991 - Setopus Grünspan, 1908 - Stylochaeta Hlava, 1905 - Họ Dichaeturidae Remane, 1927 - Dichaetura Lauterborn, 1913 - Họ Muselliferidae Leasi & Todaro, 2008 - Diuronotus Todaro, Kristensen & Balsamo, 2005 - Musellifer Hummon, 1969 - Họ Neogosseidae Remane, 1927 - Neogosseav Remane, 1927 - Kijanebalola Beauchamp, 1932 - Họ Proichthydiidae Remane, 1927 - Proichthydium Cordero, 1918 - Proichthydioides Sudzuki, 1971 - Họ Xenotrichulidae Remane, 1927 - Phân họ Draculiciterinae Ruppert, 1979 - Draculiciteria Hummon, 1974 - Phân họ Xenotrichulinae Remane, 1927 - Heteroxenotrichula Wilke, 1954 - Xenotrichula Remane, 1927 |